# چن دائومینگ
چن دائومینگ (انگلیسی: Chen Daoming؛ زادهٔ ۲۶ آوریل ۱۹۵۵) یک هنرپیشه اهل جمهوری خلق چین است.
از فیلم‌ها یا برنامه‌های تلویزیونی که وی در آن نقش داشته است می‌توان به بازگشت به ۱۹۴۲، قهرمان، پس‌لرزه و رنگین‌کمان اشاره کرد.